# Ленрут (Вісконсин)
Ленрут (англ. Lenroot) — місто (англ. town) в США, в окрузі Соєр штату Вісконсин. Населення — 1337 осіб (2020).

## Демографія
Згідно з переписом 2010 року, у місті мешкало 1279 осіб у 547 домогосподарствах у складі 397 родин. Було 1064 помешкання
Расовий склад населення:
| - 96,7 % — білих - 1,7 % — корінних американців - 0,1 % — азіатів |

До двох чи більше рас належало 1,2 %. Частка іспаномовних становила 1,3 % від усіх жителів.
За віковим діапазоном населення розподілялося таким чином: 19,3 % — особи молодші 18 років, 60,1 % — особи у віці 18—64 років, 20,6 % — особи у віці 65 років та старші. Медіана віку мешканця становила 49,7 року. На 100 осіб жіночої статі у місті припадало 108,6 чоловіків;  на 100 жінок у віці від 18 років та старших — 103,1 чоловіків також старших 18 років.
Середній дохід на одне домашнє господарство  становив 70 227 доларів США (медіана — 57 750), а середній дохід на одну сім'ю — 80 591 долар (медіана — 68 281). Медіана доходів становила 52 625 доларів для чоловіків та 37 647 доларів для жінок. За межею бідності перебувало 9,2 % осіб, у тому числі 18,4 % дітей у віці до 18 років та 3,5 % осіб у віці 65 років та старших.
Цивільне працевлаштоване населення становило 464 особи. Основні галузі зайнятості: освіта, охорона здоров'я та соціальна допомога — 31,3 %, роздрібна торгівля — 12,7 %, будівництво — 9,5 %, виробництво — 8,8 %.